# Tina Malti
Tina Malti es una psicóloga clínica y de desarrollo Alemana-Palestina. Actualmente es profesora de Psicología en la Universidad de Toronto y Fundadora del Laboratorio para Desarrollo Social-Emocional y de Intervención. La Dra. Malti fue nombrada como Profesora en la Departamento de Psiquiatría. en elArchivado el 2 de enero de 2018 en Wayback Machine. También es una psicóloga clínica registrada en Ontario (Canadá) y en Zug (Suiza).
Malti es conocida por su trabajo de investigación acerca de las bases afectivas de la agresión y el comportamiento prosocial  en niños, así como por desarrollar y llevar a cabo pruebas e intervenciones socioemocionales para realzar  la salud mental y reducir los efectos negativos de la exposición a la violencia, en niños que enfrentan múltiples formas de adversidad. También, es una Editora Asociada de Child Development y participa como la Secretaria de la Sociedad Internacional para el Estudio del Desarrollo Conductivo.

## Educación
Tina Malti obtuvo su Ph.D. en Psicología del Desarrollo por el Instituto Max Planck para el Desarrollo Humano de la Universidad Libre de Berlín, bajo la supervisión de Wolfgang Edelstein. Archivado el 8 de enero de 2018 en Wayback Machine. También obtuvo el grado de M.A. en Psicología Clínica Infantil por la Academia de Terapia de Comportamiento Cognitivo para Niños y Adolescentes en Suiza, así como una Habilitación en Psicología por la Universidad Libre de Berlín.

## Investigación
Malti ha llevado a cabo una amplia investigación en temas como el desarrollo social-emocional y los orígenes de la agresión y la bondad en etapas desde la niñez temprana hasta la adolescencia tardía. Ella hace uso de un marco clínico y del desarrollo para generar información acerca del por qué los niños y los adolescentes adoptan comportamientos que son dañinos o favorables para otros. Su foco de investigación se centra en el rol que los procesos emocionales ejercen en la agresión y la bondad. Así como de qué manera se pueden incrementar los resultados favorables y de largo plazo, y reducir los efectos negativos en niños expuestos  a la violencia o que enfrentan alguna adversidad.
El trabajo de Malti ha detectado que el sentimiento de simpatía, incluyendo formas simples de comportamiento altruista, son un proceso socioemocional importante para el desarrollo de la agresión y la bondad. A pesar de que hay gran evidencia que demuestra que el tener simpatía ayuda a que los niños no causen sufrimiento en otros, Malti desafió la idea de que el demostrar simpatía o respuestas relacionadas con la empatía son necesariamente un antecedente de la bondad. En ausencia de otro elemento relacionado con la simpatía, ella demostró que ciertas respuestas emocionales orientadas a uno mismo, como el tener un sano sentimiento de culpa sobre un mal comportamiento, pueden motivar a que los niños demuestren una actitud prosocial, e impedir la agresión al animarlos a comportarse de acuerdo con normas de justicia, integridad, y benevolencia. Malti continúa con el estudio de los roles que ejercen otras emociones conscientes en contextos de conflicto social y sus asociaciones con la agresión y la bondad. Por ejemplo, ella y su equipo demostraron que altos niveles de culpabilidad propician el enlace entre la rabia y la agresión en niños, por lo que los ayuda a superar las tendencias antisociales. En su trabajo, Malti incorpora marcadores biológicos y rastreadores oculares que proporcionan un panorama completo de las respuestas emocionales de niños que sufren algún abuso en tiempo real. Además, ella y su equipo han demostrado que los niños que anticipan sentimientos fuertes de culpabilidad después de transgresiones de daño intencional, demuestran patrones distintos de excitación psicológica cuándo se imaginan ellos como transgresores. Esto sustenta los posibles roles de excitación y el funcionamiento regulador en la etiología de la sana culpabilidad y los niveles bajos de agresión no provocada.
Basado en su investigación, Malti y sus colegas han ingeniado métodos nuevos para evaluar el desarrollo socioemocional en niños y adolescentes, y detectar sus fortalezas socioemocionales.[16][17] Malti también continúa con el desarrollo, prueba, y adaptación de enfoques de intervención, basados en su teoría recursiva de desarrollo socioemocional, que busca reducir los efectos negativos de la exposición a la violencia, y promover la salud mental y la bondad en niños y jóvenes. [18][19][20] El objetivo de este trabajo es generar conocimiento acerca de cómo innovar prácticas y establecer un impacto medible. Además, ella y su red internacional de colaboradores, se han enfocado en la adaptación, implementación y evaluación de enfoques para mejorar el desarrollo. Este trabajo es primordial ya que busca proporcionar resultados de salud de largo plazo para niños marginados en ambientes de bajos recursos. 

## Reconocimientos
- Miembro, Asociación Americana de Psicología (División 7, Psicología Del desarrollo), 2015-presente
- Miembro, Asociación para la Ciencia de la Psicología, 2015-presente
- Premio al Investigador Joven, Ministerio de Ontario de Búsqueda e Innovación, 2012-2017
- Premio al nuevo investigador, Institutos Canadienses de Investigación de la Salud, 2012-2017
- El premio de Excelencia de Dean, Universidad de Toronto Mississauga, 2011, 2012, 2014, 2015, 2017
- Premio Connaught  para Investigadores nuevos, Universidad de Toronto, 2011
- Premio al investigador Joven, Sociedad de Investigación para la Adolescencia, 2010
- Premio para Científicos de Investigación Avanzada, Fundación Suiza de Ciencia Nacional, 2007-2010
- Premio al nuevo investigador, Sociedad Internacional de Investigación en la Agresión, 2004

## Publicaciones selectas

### Artículos académicos
- Malti, T., & Dys, S. P. (2017). From being nice to being kind: Development of prosocial behaviors. Current Opinion in Psychology. 20: 45-49. doi:10.1016/j.copsyc.2017.07.036
- Colasante, T., & Malti, T. (2017). Resting heart rate, guilt, and sympathy: A developmental psychophysiological study of physical aggression. Psychophysiology, 54(11), 1770-1781. doi: 10.1111/psyp.12915
- Zuffianò, A., Colasante, T., Buchmann, M., & Malti, T. (2017).  The co-development of sympathy and overt aggression from childhood to early adolescence. Developmental Psychology. 54(1), 98-110. doi: 10.1037/dev0000417
- Song, J.-H., Colasante, T., & Malti, T. (2017). AHelping yourself help others: Linking children’s emotion regulation to prosocial behavior through sympathy and trust. Emotion. Publicación online, 5 de junio de 2017. doi:10.1037/emo0000332.
- Malti, T., Zuffianò, A., & Noam, G .G. (2017).  Knowing every child: Validation of the Holistic Student Assessment (HSA) as a measure of social-emotional development. Prevention Science. Publicación online, 8 de mayo de 2017. doi:10.1007/s11121-017-0794-0
- Malti, T., Chaparro, M.P., Zuffianò, A., & Colasante, T. (2016). School-based interventions to promote empathy-related responding in children and adolescents: A developmental analysis. Journal of Clinical Child and Adolescent Psychology, 45(6), 718-731. doi: 10.1080/15374416.2015.1121822
- Malti, T. (2016). Toward an integrated clinical-developmental model of guilt. Developmental Review, 39, 16-36. doi: 10.1016/j.dr.2015.11.001
- Malti, T., Noam, G. G., Beelmann, A., & Sommer, S. (2016). Toward dynamic adaptation of psychological interventions for child and adolescent development and mental health. Journal of Clinical Child and Adolescent Psychology, 45(6), 827@–836. doi:10.1080/15374416.2016.1239539
- Dys, S. P., & Malti, T. (2016). It’s a two-way street: Automated and controlled processes in children’s emotional response to moral transgressions. Journal of Experimental Child Psychology, 152, 31–40. doi:10.1016/j.jecp.2016.06.011
- Malti, T., Zuffianò, A., Cui, L., Ongley, S.F., Peplak, J., Chaparro, M.P., & Buchmann, M. (2016). Children’s sympathy, guilt, and moral reasoning in helping, cooperation, and sharing: A six-year longitudinal study. Child Development, 87(6), 1783-1795. doi: 10.1111/cdev.12632
- Ongley, S. F., & Malti, T. (2014). The role of moral emotions in the development of children’s sharing behavior. Developmental Psychology, 50(4), 1148-1159. doi:10.1037/un0035191
- Malti, T., & Krettenauer, T. (2013). The relation of moral emotion attributions to prosocial and antisocial behavior: A meta-analysis. Child Development, 84(2), 397-412. doi:10.1111/j.1467-8624.2012.01851.x
- Malti, T., Gummerum, M., Keller, M., & Buchmann, M. (2009).  Children’s moral motivation, sympathy, and prosocial behavior. Child Development, 80, 442-460. doi:10.1111/j.1467-8624.2009.01271.x

### Revistas académicas, Capítulos, Libros
- Malti, T., & Rubin, K.H. (Eds.) (Próximo, 2018). Handbook of child and adolescent aggression: Emergence, development, and intervention. Nueva York: Guilford Press.
- Malti, T., Beelmann, A., Noam, G. G., & Sommer, S. (Eds.) (Próximo, 2018). Innovation and integrity in intervention science. Special issue, Prevention Science.
- Malti, T., Zhang, L., Myatt, E., Peplak, J., & Acland, E. (Próximo, 2018). Emotions in contexts of conflict and morality: Developmental perspectives. In V. LoBue, K. Perez-Edgar, & K. Buss (Eds.), Handbook of emotional development. Nueva York: Salmer.
- Malti, T., & Averdijk, M. (Eds.) (2017).  Severe youth violence: Developmental perspectives. Special section. Child Development, 88(1), 5-82.
- Malti, T., Noam, G.G., Beelmann, A., & Sommer, S. (Eds.) (2016). Good enough? Interventions for child mental health: From adoption to adaptation – from programs to systems. Journal of Clinical Child and Adolescent Psychology, 45(6), 707-836.
- Malti, T., Sette, S., & Dys, S. P. (2016). Social-emotional responding: A perspective from developmental psychology. Emerging Trends in the Social and Behavioral Sciences (pp. 1–15). Hoboken, NJ: John Wiley and Sons. doi:10.1002/9781118900772.etrds0415
- Eisner, M. P., & Malti, T. (2015). Aggressive and violent behavior. In M. E. Lamb (Vol. Ed.) and R.M. Lerner (Series Ed.), Handbook of child psychology and developmental science, Vol. 3: Social, emotional and personality development (7º ed., pp. 795-884). Nueva York, NY: Wiley.